# 路易斯安东尼奥
路易斯安东尼奥是巴西圣保罗州的一个市镇。总面积611平方公里，总人口8136人，人口密度13.3人/平方公里。